# Piercing (Roman)
Piercing (jap. ピアッシング, piasshingu) ist ein Roman von Ryū Murakami. Er erschien erstmals 1994 auf Japanisch, 2009 in deutscher Übersetzung im Liebeskind-Verlag. 2018 wurde die gleichnamige Verfilmung in den USA veröffentlicht.

## Inhalt
Der Angestellte Kawashima ist mit der Bäckerin Yoko verheiratet. Gemeinsam haben sie eine kleine Tochter. Während Yokos Schwangerschaft schauten die beiden den Film Basic Instinct, in dem die Protagonistin Morde mit einem Eispickel verübt. Kawashima ist davon so fasziniert, dass er den Drang verspürt, seine Tochter mit einem Eispickel zu töten. Gleichzeitig bemerkt er, dass sein Wunsch zu morden von den Misshandlungen durch seine Mutter in der Kindheit herrührt.
Um seine Tochter nicht zu gefährden, beschließt Kawashima eine andere Frau zu töten, um den Trieb in ihm zu besänftigen. Als er von einem Mord erfährt, bei dem einer Frau die Achillessehne durchtrennt wurde, möchte er dies bei seinem Opfer ausprobieren.
Nach längerer Suche lernt Kawashima schließlich Chiaki kennen, die für ihn ein ideales Opfer darstellt. Als er aber erkennt, dass sie selbstmordgefährdet ist und ebenfalls eine schwere Kindheit hatte, lässt er zunächst von ihr ab. Bei einem zweiten Mordversuch wird Kawashima ohnmächtig und wacht bei der Szene auf wie sich Chiaki selbst ein zweites Burstpiercing sticht. Das Ende ist offen und lässt viel Spielraum für Interpretationen. Man weiß nicht, ob nun Chiaki vorhat Kawashima umzubringen oder ob dieser nun schaffen wird, sie doch zu überwältigen.

## Kritik
„„Piercing“ löst zwar Ekel aus, ist zugleich aber faszinierend genug, um in einem Rutsch durchgelesen zu werden. Trotzdem bleibt ein ungutes Gefühl. […] Schockierend sind die Tatsachen, die Murakami nur am Rande interessieren – dass „Mädchen“ Katalogware sind, dass ein Rezeptionist auf Schmerzensschreie aus dem Hotelzimmer mit der Bitte um „Rücksicht“ auf die Nachbarn reagiert.“